# 金贝鼓
金贝鼓（英語：djembe，/ˈdʒɛmbeɪ/ JEM-bay；来自马宁卡语 jembe dʲẽbe），又称坚贝鼓，俗称非洲手鼓、非洲鼓，是一种徒手演奏、绳索调音的皮面高脚鼓，原产于西非。根据马里班巴拉人的说法，金贝鼓的名字来源于俗语“Anke djé, anke bé”，意为“大家和平地聚集在一起”，班巴拉语“djé”为“聚集”，“bé”为“和平”，这一名称表明了该鼓的用途。